# Indigofera splendens
Indigofera splendens là một loài thực vật có hoa trong họ Đậu. Loài này được Ficalho & Hiern miêu tả khoa học đầu tiên.